# Sven Leo Conrad
Sven Leo Conrad FSSP (* 7. Februar 1972 in Koblenz) ist ein deutscher, römisch-katholischer Priester, Dogmatiker und Mitglied der Priesterbruderschaft St. Petrus.

## Leben
Conrad legte 1991 am Johannes-Gymnasium Lahnstein sein Abitur ab und trat anschließend in das Internationale Priesterseminar St. Petrus in Wigratzbad ein, wo er von 1991 bis 1997 das Phil.-Theol. Grundstudium absolvierte. 1997 zum Priester geweiht, setzte Conrad von 2000 bis 2003 seine akademische Ausbildung am Liturgischen Institut des Päpstlichen Athenaeum Sant’Anselmo fort, die er 2007 mit dem Lizentiat in „Sacra Liturgia“ abschloss.
2011 wurde er Mitglied im Neuen Schülerkreis Joseph Ratzinger / Papst Benedikt XVI. 2016 folgte seine Promotion zum Dr. phil mit seiner Dissertation Liturgie und Eucharistie bei Joseph Ratzinger. Zur Genese seiner Theologie während der Studien- und Professorenzeit.

## Kirchliches und akademisches Engagement
Conrad ist in mehreren kirchlichen und akademischen Gremien aktiv:
- Mitglied und Präsident des Allgemeinen Akademischen Rates der Priesterbruderschaft St. Petrus (seit 2018)
- Oberer des Distriktsstudienhauses St. Albert in Bettbrunn (seit Oktober 2019)
- Lehrtätigkeit im Priesterseminar St. Petrus, Wigratzbad
- Lehrtätigkeit im Studienhaus St. Petrus Canisius der Servi Iesu et Mariae, Blindenmarkt
- Custos des Archivs und der Bibliothek der Musica-Sacra-Stiftung
- Mitglied der Görres-Gesellschaft
- 2. Vorsitzender des „Neuen Schülerkreis Joseph Ratzinger / Papst Benedikt XVI.“
- Lehrbeauftragter für Dogmatik an der Philosophisch-Theologische Hochschule Benedikt XVI.[1]

## Veröffentlichungen
- "Empfange die Gewalt" : Sein und Vollmacht des Priesters; theologisch-spirituelle Notizen zum Priestertum. Eigenverlag, Bettbrunn 2009.
- Consuetudines et observantiae monasteriorum Sancti Mathiae et Sancti Maximini Treverensium ab Iohanne Rode abbate conscriptae : ein Beitrag zur Liturgiegeschichte des Spätmittelalters im Trierer Land / Sven Leo Conrad. Dominus-Verlag, Augsburg 2012, ISBN 978-3-940879-24-0.
- Liturgie und Eucharistie bei Joseph Ratzinger : zur Genese seiner Theologie während der Studien- und Professorenzeit (= Ratzinger-Studien. Band 16). Verlag Friedrich Pustet, Regensburg 2023, ISBN 978-3-7917-3010-3.
- Kult und Form : Einführung in die klassische römische Liturgie aus der Sicht des Zweiten Vatikanischen Konzils. Dominus-Verlag, Augsburg 2024, ISBN 978-3-940879-84-4.